# Acido 2,4-diclorofenossiacetico
L'acido 2,4-diclorofenossiacetico è un acido carbossilico, il suo nome comune è 2,4-D.
A temperatura ambiente si presenta come un solido biancastro inodore. È utilizzato come diserbante e con l'acido 2,4,5-triclorofenossiacetico, anche conosciuto come 2,4,5-T, prende parte alla miscela conosciuta come agente Arancio, sempre un diserbante.